# 천년호 (2003년 영화)
"천년호"는 2003년에 개봉한 대한민국의 영화이며 故 신상옥 감독의 《천년호》를 리메이크했다.
한편, 김효진이 분한 자운비 역은 당초 김민정이 낙점됐으나 TV 드라마 《라이벌》촬영 도중 발목부상을 당해 무산됐고 김효진은 해당 영화 때문에 TV 드라마 《여름향기》등의 캐스팅 제의를 뿌리쳤다.
아울러, 김혜리(진성여왕 역)가 1994년 《계약커플》이후 해당 작품을 통해 스크린 복귀를 했는데  무협 판타지물을 표방했지만 홍콩영화 전성기 시절 앞 다투어 잔혹성을 드러냈던 칼부림 기술로 사람의 목, 팔 등이 처참하게 절단되는 장면을 내보내 따끔한 눈초리를 사 393,962명의 관객으로 흥행에 실패했으며 이광훈 감독에게는 해당 작품이 본인의 마지막 영화 연출작이 됐다.

## 캐스팅
- 정준호 : 비하랑 역
- 김효진 : 자운비 역
- 김혜리 : 진성여왕 역
- 최원석 : 묘현 역
- 이한갈 : 탈위 역
- 강신일 : 문수 역
- 호산 : 방오랑 역
- 정주환 : 사해추 역
- 강현중 : 거욱 역
- 장효선 : 혁거세 역
- 박동빈 : 아우타 역
- 권영민 : 기활 역